# Julius Popper
Julius Popper, conosciuto anche come Julio Popper (Bucarest, 15 dicembre 1857 – Buenos Aires, 5 giugno 1893), è stato un ingegnere, esploratore, avventuriero, urbanista e geografo rumeno naturalizzato argentino. Responsabile del moderno tracciato della città dell'Avana, a Cuba, è conosciuto maggiormente come moderno conquistador, attivo nella Terra del Fuoco, nella parte meridionale dell'America del Sud. Figura controversa, si inoltrò in un territorio ancora sconosciuto alla ricerca dell'oro, descrivendone la natura; entrò in contatto con le popolazioni native, con le quali condusse diversi scontri armati, al punto da essere oggi considerato uno dei responsabili del genocidio del popolo Selknam. Con l'appoggio delle autorità di Buenos Aires riuscì ad instaurare una sorta di dittatura personale nell'Isola Grande, arrivando perfino a coniare una propria moneta e ad emettere francobolli con il suo nome.

## Biografia
Julius Popper nacque a Bucarest nel 1857 in una famiglia ebraica; il padre, Neftalí Popper, era professore e dirigeva una scuola ebraica. Si trasferì presto a Parigi, dove completò gli studi di ingegneria; al termine intraprese una serie di viaggi che lo portarono, attraverso la Turchia e l'Egitto, fino alla Cina e al Giappone.
Dopo essere tornato per un breve periodo nella sua patria, riprese presto a viaggiare per il mondo. A New Orleans lavorò come ingegnere; si trasferì poi a Cuba, dove partecipò alla pianificazione del tracciato urbano dell'Avana. Popper passò poi in Messico, e di qui si trasferì in Brasile, dove nel 1885 gli giunse la notizia della scoperta di giacimenti d'oro nel sud della Patagonia.
La febbre dell'oro attirò in Argentina avventurieri da tutto il mondo, ma anche uomini d'affari danarosi, attratti dalle nuove opportunità che si aprivano in quei territori deserti. Popper si precipitò a Buenos Aires, dove riuscì a far valere le sue conoscenze di ingegneria mineraria: una delle più importanti società recentemente costituite per lo sfruttamento dei giacimenti auriferi lo assunse in qualità di ispettore. Nella zona Popper trovò il metallo prezioso, ma anche una miriade di cercatori di ogni nazionalità; convinto che non fossero possibili grossi guadagni in quel contesto, rivolse la sua attenzione alla terra a sud dello Stretto di Magellano, che presentava una conformazione geologica simile.
Tornato a Buenos Aires, Popper riuscì a reperire uomini, fondi e strumenti per intraprendere una spedizione nell'Isola Grande, il cui interno era allora praticamente sconosciuto. Riuscì ad ottenere dal governo argentino anche il permesso di portare alcuni uomini armati, che trasformò in una propria guardia personale, alla quale fece adottare una singolare uniforme. Passando da Punta Arenas, si inoltrò nell'isola, dove ebbe diversi scontri con gli indigeni Selknam, che furono trucidati, e dove scoprì nuovi giacimenti auriferi.
Il 5 marzo 1887, invitato dall'Instituto Geográfico Argentino, Popper tenne una conferenza a Buenos Aires dove lesse i suoi appunti di viaggio e mostrò fotografie, mappe, utensili ed armi indigene, oltre ad esporre alcuni campioni dell'oro trovato nella Terra del Fuoco. Il discorso ebbe un enorme successo, e fece guadagnare all'ingegnere rumeno appoggi importanti; sotto l'impulso di facoltosi uomini d'affari fu creata la Compañía Lavaderos de oro del Sud, per sfruttare i giacimenti auriferi appena scoperti. Popper si trasferì nel nord dell'Isola Grande, in un luogo della baia di San Sebastián che chiamò El Páramo (in italiano “La Brughiera”); qui fece costruire una serie di edifici capaci di ospitare personale amministrativo, operai e soldati e installò un'industria per il lavaggio delle sabbie aurifere con macchine inventate dallo stesso ingegnere. L'impresa ebbe presto successo, arrivando a produrre mezzo chilogrammo d'oro al giorno.
La notizia fece arrivare nel luogo una miriade di avventurieri, che finirono per minacciare le attività economiche di Popper; questi tornò a Buenos Aires deciso a far valere i diritti derivati dalle concessioni precedentemente ottenute, ricevendo dal governo un contingente di 12 gendarmi. Al suo ritorno a El Páramo dovette affrontare, oltre alle incursioni degli indigeni volte soprattutto a reperire il bestiame della compagnia, i tentativi di furto degli stessi dipendenti e le aggressioni dei cercatori, contro i quali dovette ingaggiare vere e proprie battaglie. In una di queste, nel gennaio del 1889, dovette ricorrere ad uno stratagemma per avere ragione dei minatori: montò dei fantocci sui cavalli che fece lanciare contro di loro e, mentre questi venivano crivellati di colpi, si introdusse di nascosto nell'accampamento avversario per rubarne le montature.
Negli anni successivi al 1889 il prestigio di Popper raggiunse il suo apice; il processo di estrazione dell'oro fu migliorato e l'ingegnere cominciò a coniare proprie monete in oro puro e a stampare francobolli. Il fatto gli procurò numerosi contrasti con i governatori della zona; i suoi forti appoggi a Buenos Aires, uniti al favore dell'opinione pubblica della capitale, gli permisero però di mantenere saldo il suo potere. Oltre a seguire la sua compagnia mineraria, continuò a dedicarsi con passione all'esplorazione della Terra del Fuoco, a progettare macchine industriali e a scrivere articoli sulla stampa di Buenos Aires.

Personaggio poliedrico, Popper ideò inoltre una serie di grandiosi progetti, la maggior parte dei quali non poté essere realizzata; tra gli altri, cercò di organizzare un'esplorazione dell'Antartide, immaginò di stendere una rete telegrafica nella Terra del Fuoco e propose la fondazione di una città sullo stretto in grado di contrastare il potere commerciale di Punta Arenas. Con grande acume, inoltre, riuscì a prevedere che l'ovinicoltura avrebbe presto soppiantato l'estrazione dell'oro come principale risorsa della zona.

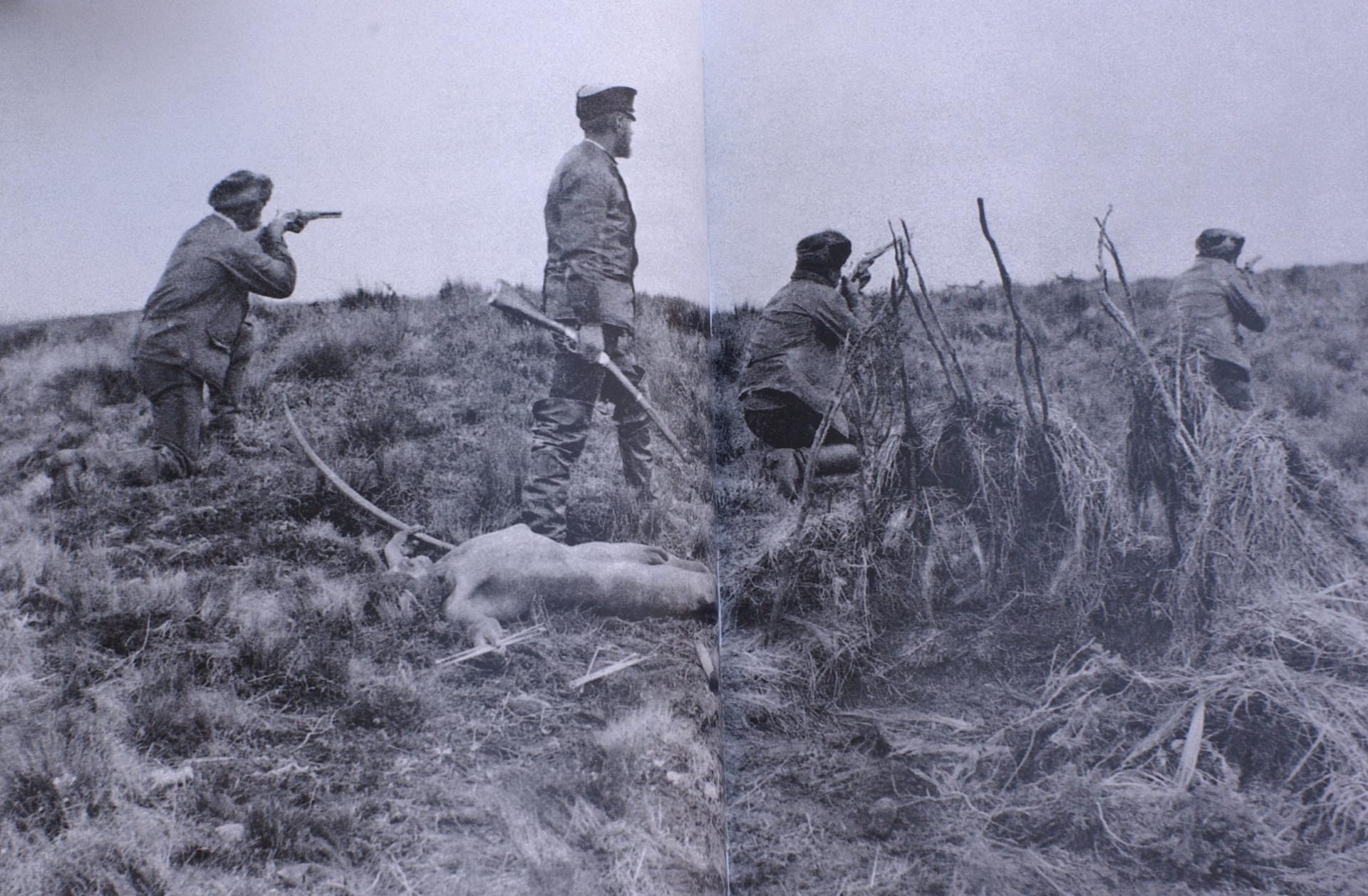
Popper e i suoi uomini armati. Ai loro piedi il cadavere di un indigeno.

La volontà di mantenere il dominio assoluto sulle terre esplorate lo portarono a scontrarsi a più riprese con i governatori inviati da Buenos Aires. Con Félix Paz, che aveva concesso diversi permessi ai minatori provenienti da Punta Arenas, Popper iniziò un intenso scontro personale, che portò avanti anche sulle colonne del giornale El Diario. Gli stessi problemi si manifestarono con il successore di Paz, Mario Cornero, che, sentendosi calunniato, lo trascinò in giudizio. Alla fine il tribunale assolse l'ingegnere e il governatore fu rimosso.
La mattina del 6 giugno 1893 il cadavere di Julius Popper fu trovato sul pavimento della stanza, nella sua casa di Buenos Aires, da un suo socio e amico. L'autopsia stabilì che la causa della morte era dovuta ad un attacco di cuore; il giorno seguente i maggiori giornali della capitale argentina gli dedicarono intensi necrologi, elogiandone la figura e tributandogli grandi onori.

## L'album fotografico della spedizione
In occasione della conferenza tenuta il 5 marzo 1887 presso l'Instituto Geográfico Argentino, Popper preparò le foto scattate durante la sua prima spedizione in Terra del Fuoco per la visione del pubblico presente in sala; gli scatti fotografici erano uno degli elementi dell'incontro, insieme con la lettura di parti del diario e l'esposizione di mappe e oggetti. Raccontando un suo scontro con i Selknam, nel quale erano stati uccisi due indigeni, l'ingegnere rumeno mostrò alcune immagini scattate subito dopo il fatto, dove il cadavere di un “selvaggio” era esibito quasi come un trofeo. In seguito Popper fece preparare una serie di album fotografici contenenti quelle immagini, uno dei quali fu regalato al presidente argentino Miguel Juárez Celmán.
Le immagini, che allora non destarono alcuno scandalo, sono oggi considerate una testimonianza dello sterminio dei popoli fuegini da parte dei discendenti degli europei, spinti da interessi economici ad occupare terreni prima trascurati, eliminando con la violenza qualunque ostacolo si fosse presentato durante tale processo.

## Le monete e i francobolli di Julius Popper

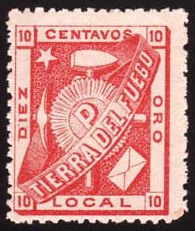
Francobollo di Popper del 1891.

La mancanza di collegamenti frequenti con Buenos Aires e le fluttuazioni del peso convinsero Popper a ricorrere ad un proprio mezzo di pagamento per regolare le transazioni commerciali e per retribuire i dipendenti. Avendo a disposizione grandi quantità d'oro, per lo più in forma di polvere e pepite, per comodità d'uso decise di fare coniare delle monete, con tagli da 5 g e 1 g. Le prime furono fabbricate a El Páramo, adattando allo scopo alcune macchine già presenti sul luogo; come scrisse lo stesso Popper al primogenito di Bartolomé Mitre, al quale donò alcuni esemplari, queste monete presentavano numerose imperfezioni tecniche, dovute alla modalità della loro fabbricazione. In seguito, Popper riuscì a far coniare le sue monete dalla zecca di Buenos Aires. Per non essere condannato dai tribunali argentini affermò che si trattasse di medaglie costruite con il metallo estratto dalla sua impresa, e che il loro valore fosse essenzialmente quello dell'oro contenuto in esse.
Allo stesso modo, nell'impossibilità tecnica di coniare monete con valore inferiore ad 1 grammo-oro, Popper fece emettere dei francobolli del valore nominale di 10 centesimi di grammo-oro; stampati da un'azienda di Buenos Aires, recavano l'iniziale del cognome dell'ingegnere al centro e la dicitura Tierra del Fuego. Nella causa che gli fu intentata a causa dell'operazione, Popper si difese spiegando il valore solamente locale dell'emissione; aggiunse poi che i francobolli erano stati usati non per affrancare la posta, ma per incentivare i propri messaggeri privati a non disfarsene, potendo questi ultimi riscuotere il valore indicato alla consegna.